# 卢凯茨塔尔
卢凯茨塔尔（德語：Luckaitztal）是德国勃兰登堡州的市镇，隶属于上施普雷瓦尔德-劳西茨县。总面积为41.72平方千米，截至2023年12月31日总人口为755人。